# Nicolae Petrescu Redi
Nicolae Petrescu Redi (n. 20 octombrie 1951, Puchenii-Moșneni, România) este un poet, aforist, istoric, profesor și jurnalist român.

## Biografie
În anul 1976, Nicolae Petrescu Redi a absolvit Facultatea de Istorie a Universității din București. A lucrat ca profesor, a fost ales membru în Comisia Națională de Istorie (1999-2002) și a îndeplinit funcția de Inspector general adjunct la Inspectoratul Școlar Județean Prahova (2005-2007).
Ca jurnalist, a făcut parte din colectivul de redacție al revistei „Sinteze literare” - redactor șef adjunct în 2002 și redactor șef în 2003-2004. În martie 2015 a devenit redactor pentru secțiunile de cultură și educație la România Breaking News RBN Press.
Este membru al Uniunii Scriitorilor din România, membru de onoare al Uniunii Scriitorilor din Moldova, Corresponding Members - American Romanian Academy of Arts and Sciences, Honorary member of Naji Naaman for culture (Liban).
În perioada 1995-iulie 2024 a publicat un număr de 36 de cărți (poezie, aforisme, lucrări istorice). Creațiile sale literare au fost traduse în limbile franceză, italiană, engleză, germană, greacă, spaniolă, sârbă, arabă (cărți de autor, includerea  în antologii colective de aforisme și de poezie).
Critica literară îl consideră un autor care cultivă aforismul-poem și poemul aforism, un maestru al conciziunii expresive, al artei de a exploata situația paradoxală. A scris și pentru copii. Scriitorul și traducătorul libanez Naji Naaman l-a numit „poetul și filosoful copilăriei”.

## Premii și distincții
- Diplomă de onoare pentru slujirea culturii românești - Prefectura și Consiliul Județean Prahova (2000);
- Distincția „Gheorghe Lazăr” II, conferită de Ministerul Educației (2007);
- Medalia comemorativă „Dimitrie Cantemir” - Fundația Culturală „Magazin Istoric”, București (2008);
- Diploma Societății Scriitorilor C. Negri, filiala Ploiești, pentru cartea  „Ergo…” (1999);
- Diplomă de excelență - Biblioteca Județeană „Gh. Asachi” (Iași) și revista de cultură Cronica (2011);
- „Honor Prize for Complete Works”,  Fundația Naji Naaman pentru Cultură, Liban, Beirut, 7 septembrie  2014;
- Premiul I - Festivalul Național de Creație „Vrancea Literară” (2015);
- Premiul I ex-aequo – Festivalul Internațional al Aforismului pentru românii de pretutindeni, Tecuci (2017);[12]
- Medalia aniversară „45 de ani de la înființarea Inspectoratului Școlar Județean Prahova” (2018);
- Marele Premiu – TROFEUL „SAPIENS PIROBORIDAVA” EX-AEQUO și Premiul „Asociației Culturale „Citatepedia” - Festivalul Internațional al Aforismului pentru românii de pretutindeni, Tecuci (2018);[13]
- Extraordinary Ambasador of Gratis Culture, titlu acordat de Fundația Naji Naaman pentru Cultură, Liban, 7 septembrie 2020;
- Diplomă - American Romanian Academy of Arts and Sciences (27 aprilie 2018);
- Marie-Louise El-Hawa prize of Moral Literature for Children,  Fundația Naji Naaman, Liban, 14 ianuarie 2021.[14]
- Festivalul Internațional de Creație „VRANCEA LITERARĂ”- 2023 -Premiul Special al Juriului pentru cartea "À travers la rosée et les nuages”, Editura „Constellations, Franța ;
- Editura GLOBART     UNIVERSUM  Premiu cu titlu PREMIUM, Gala Artelor, Montreal, Canada,     2o23;
- Premiul I  -     Concursul de Poezie „Mica Unire”  în cadrul Zilei Culturii Naționale     -16 ianuarie 2024 Getafe  Madrid Spania   - Casa Română de     Cultură și Biblioteca Alexandru Busuioceanu;
- Premiul II -      Concurs “Europoésie UNICEF”, Paris - 2023
- Premiul I pentru volumul de versuri „(BA)LADA DE ZESTRE”, Casa Română de Cultură Getafe- Madrid, Festivalul Internațional de Poezie, ediția a V-a, dedicată lui Nichita Stănescu[15]
- PREMIUL „RADOJE DOMANOVIC” conferit de Asociația Scriitorilor din Serbia . Belgrad, 22 februarie 2025.[16]

## Colaborări
Nicolae Petrescu Redi colaborează cu poezie, aforisme, articole de istorie, cronici literare, catrene, la: Convorbiri literare, Poezia, Cronica, Literatura de azi, Dacia literară, eCreativ, Citatepedia, Gazeta de Transilvania, Literatura copii, Flacăra, Porto-Franco, Axioma, Atitudini, Azi Literar, Cultura romena, Literatura și Arta (Republica Moldova), Levure Literaire (Franța), Aforisticamente (Italia), Il dito nell’occhio (Italia), ARA Journal (SUA), Enigmatika (Serbia), La vie multiple (Franța), Salonul literar, Boem@,  Poezii pentru sufletul meu (Canada), Constelații diamantine,  ASLRQ (Canada), Spania literară (Getafe Madrid, Spania).

## Opere (selectiv)
Cartea de debut Aforisme a fost lansată în anul 1995 la Sala Dalles din București și prezentată de criticii literari Constant Călinescu, Constantin Sorescu și poetul Nicolae Țone.
- Aforisme, Editura Fiat Lux, București, 1995, ISBN 973-97232-4-1 (în anul 1997 apare ediția a II-a, revăzută și adăugită, ISBN 973-9250-26-2);
- Ergo... (aforisme), Editura Fiat Lux, București, 1999, ISBN 973-9250-49-1;
- Bulevardul independenței, o monografie a bulevardului ploieștean (în colaborare cu Paul D. Popescu), Editura Fiat Lux, București, 1999, ISBN 973-9250-57-2;
- Reverber (aforisme), Editura Printeuro, 2000, ISBN 973-8389-15-1;
- Maxime și poeme, Editura Pontos, Chișinău, 2006, ISBN 978-9975-938-00-6;
- Nopți albe în Laconia (aforisme și versuri), Editura Karta-Graphic, Ploiești, 2011, ISBN 978-606-8312-50-7;
- Prin karma istoriei (aforisme și versuri), Editura Karta-Graphic, Ploiești, 2011, ISBN 978-606-8312-51-4;
- Comunitatea elenă din Prahova, ediție bilingvă română-elenă, Editura UER Press, București, 2011. Cuvânt înainte: Acad. Răzvan Theodorescu. ISBN 978-606-92108-4-0;
- Vânător de cerbi albaștri, Editura TIPO MOLDOVA, Colecția Poezie contemporană, Iași, 2011, ISBN  978-973-168-638-7
- Maxime și poeme, ediție bilingvă (română și greacă), Editura UER Press, București, 2014, ISBN 978-606-92108-7-1;
- Îngândurări. Dicționar aforistic, Editura eLiteratura, București, 2014, ISBN 978-606-700-286-7; în anul 2016 apare ediția a II-a, revizuită și adăugită, ISBN 978-606-700-801-2;
- Magic Thoughts. A Dictionary of Aphorisms, eLiteratura, București , 2016. Translated from Romanian by Gabriela Botezatu and Robert Wileman, ISBN 978-606-700-892-0;
- Magic Thoughts. A Dictionary of Aphorisms, ediția Amazon, SUA, februarie 2017;
- Oameni și instituții în Ploiești la sfârșitul secolului al XIX-lea (1878-1900), Editura Karta-Graphic, 2017 (în colaborare cu Emilia Luchian), ISBN 978-606-693-095-6;
- Prin jar și brumă (versuri), Editura eLiteratura, București, 2017, ISBN 978-606-001-010-4;
- Cerneala din lacrima istoriei (versuri și aforisme), Editura eLiteratura, București, 2018, ISBN 978-606-001-130-9;
- Larmes au périscope, aphorismes, Editura Stellamaris, traducător în limba franceză: Amalia Achard, Brest, Franța, 2019; ISBN: 978-2-36868-575-4;
- Privighetoarea din arborele genealogic, aforisme. Ediție bilingvă română-arabă.Traducător în limba arabă și Cuvânt înainte: Acad. Naji Naaman, FGC Naji Naaman Foundation for Gratis Culture, Jounieh, Lebanon, 2021. ISBN: 978-614-482-008-7;
- Lagrimas con periscopio, aforismos, Editura româno-suedeză Bifrost, București, 2021. Traducător în limba spaniolă: Pamela Arriagada (Chile). ISBN 978-606-95183-3-5;
- СУЗЕ С ПЕРИСКОПОМ (Lacrimi cu periscop),  Editura Alma, Belgrad, colecția „Biblioteca de Literatură Europeană”, Serbia , 2021. Traducător în limba sârbă – Vasa Barbu (Serbia). Prefață: Aleksandar Čotrić. ISBN 978-86-7974-865-2;
- СЛАВУЈ ИЗ ПОРОДИЧНОГ СТАБЛА (Privighetoarea din arborele genealogic), Editura „Alma”, Belgrad, colecția „Biblioteca de Literatură Europeană”, Serbia, 2021. Traducător în limba sârbă – Vasa Barbu (Serbia). Prefață: Valentin Mic (Serbia). ISBN:  978-86-7974-885-0.
- Lacrimi cu periscop, Editura Timpul, Iași, 2021 (ediția în limba română). ISBN: 978-973-612-854-7.
- À travers la rosée et les nuages (traducerea: Amalia Achard, Éditions Constellations, Franța, 2022).
- „Prin rouă și     nouri  - Aforisme și versuri dedicate copilăriei”, Editura     eLiteratura, București, 2022. ISBN 978-606-001-452-2 ;
- Avec Eros,     Chronos et Apollon" (Cu Eros, Cronos si Apollo), Recueil de poésies     bilingue, français-roumain, Éditions Constellations , Franța, 2023. ISBN     978-2-494015-30-2 ;
- „Con lenti di fuoco     Aforismi”  , Traduzione a cura di Alina Breje, București.      eLiteratura, 2023.  ISBN 978-606-001-470-6 ;
- -„Tra rugiada e     nuvole”,  Aforismie e versi dediati all’infazia.  Traduzione a     cura di Alina Breje, București, eLiteratura, 2023.  ISBN     978-606-001-454-6 ;
- Rouă și nouri.     Aforisme și poezii”   Rocío y nubes  Aforismos y poemas.     Traducción por Nicoleta Carmrn Drimbărean, București, eLiteratura,     2024.  ISBN  978-606-001-498-0
- (BA)LADA DE ZESTRE, versuri, Editura eLiteratura, Bucuresti, 2024, ISBN 978-606-001-497-3

## Prezențe în antologii

### În străinătate
Este prezent, cu versuri și aforisme, în antologii din Italia, Franța, Serbia, Liban, Australia, Germania, Canada:
- „Antologia dell’aforisma romeno contemporaneo”, a cura di Fabrizio Caramagna, Traduzione a cura di Alina Breje  in collaborazione con Fabrizio Caramagna, Genesi Editrice, Torino, Italia - 2013, ISBN 978-88-7414-388-7;
- „Prix Litteraires, 2014” (poezie), FGC Naji Naaman Foundation for Gratis Culture, Liban, ISBN 978-9953-580-41-8;
- „Antologia Premio Internazionale per l’aforisma „Torino in Sintesi”, a cura di Sandro Montalto, Edizioni Joker, Novi Ligure, 2014, Italia. ISBN-13: 978-88-7536-355-0;
- „Parole in libertà”, Il dito nell’ occhio, Introduzione – Andreea Babini, Edizioni Risguardi, Tipografia Passatore, Forlimpopoli (FC), 2015, Italia. ISBN 978-88-97287-73-5;
- „Romanian and Australian Perspectives Between Dusk and Dawn: Poetry and Prose”, Anthology, Mihaela Cristescu and  Sue Crawford, Editura Sfântul Ierarh Nicolae, 2018, ISBN 978-606-30-1788-9.
- „Aphorismes roumains d’aujourd’hui”, traducteur - Constantin Frosin, preface-Jean-Paul Gavard Perret, Édition Stellamaris, Brest, Franța 2019. ISBN 978-2-36868-534-1;
- „Med i otrov" Антологија румунског афоризма („Miere și otravă”. Antologia aforismului românesc). Editor și  traducător - Aleksandar Čotrić, Serbia (carte tipărită de  Uniunea Sârbilor din România, Timișoara, 2020) ISBN:978-606-004-031-6
- ECHIVALENȚE/ EKVIVALENSER, ANTOLOGIA DE POEZIE/DIKTANTOLOGI, Editura româno- suedeză Bifrost, București, 2021 (ediție bilingvă română și suedeză). Coordonatori: Daniel Onaca, Andi Dumitrache. Traducător/Prefațator: Daniel Onaca. ISBN 978-606-95340-2-1
- GALAXY, AUTORI ROMÂNI CONTEMPORANI. ANTOLOGIE DE ECOURI LITERARE, volumul 3, Editura Globart Universum, Montreal, 2022, Canada.  ISBN: 978-1-990832-07-9 ;
- ÎMPREUNĂ SĂ DĂRUIM IUBIREA PRIN VERS. Antologie de versuri nemuritoare” , Editura GLOBART UNIVERSUM, Montreal, Canada, 2023
- ÎMPREUNĂ SĂ NE PĂSTRĂM CREDINȚA. Antologie de creații literare creștine”, Editura GLOBART UNIVERSUM, Montreal, Canada, 2023
- ÎMPREUNĂ SĂ FACEM O LUME MAI BUNĂ. Antologie de texte literare , Editura GLOBART UNIVERSUM, Montreal, Canada, 2023
- Associazione culturale LA MADIA DEL’ ARTE, EMOZIONI IN VERSI, Antologia Concorso Internazionale di poesia, Oceano Edizioni, Bari,Italia, 2023  ISBN:979-12-81042-24-7
- RUMÄNISCHE LYRIK ANTHOLOGIE. Von den Anfängen bis heute (Band V), DIONYSOS – 2024 Boppard am Rhein.  Selecție și traducere în germană , Christian W. Schenk.  ISBN: 9798878955898
- Poet călător, Getafe Madrid, Spania, Editura Art Creativ, 2o25. ISBN 978-606-9724-98-9

### În România și Republica Moldova
- Lui Eminescu, neuitare (antologie omagială). Coordonator: Mariana Moga. Editura CASTRUM DE THIMES, 2025. ISBN  978-630—6729-27-2
- ANTOLOGIE de POEZIE. Poeți, membri ai FIFLIALEI  IAȘI a UNIUNII SCRIITORILOR din ROMÂNIA, Editura Timpul, Iași, 2023.    ISBN 978-973-612-932-2 (antologie realizată de Marius Chelaru;  Editor general și supervizare: Cassian Maria Spiridon);
- TOAMNA PE SENSUL LIRIC: antologie de creație literară, Asociația Scriitorilor pentru Promovarea  Realizărilor  Artistice, Editura  Boem@, Galați, 2023. ISBN:  978-606-012-277 -7

- Anatomia unui ideal, Poezia anilor 2000. Coordonator: Mariana Moga,  Editura Castrum de Thymes, Giroc, 2022; ISBN: 978-606-9613-39-9 ;

- Dicționar de reliefuri literare românești. Coordonator: Mariana Moga , vol. 5, Editura Ștef, Iași, 2022  ISBN: 978-606-028-744-5;

- UNIVERSAL. Scriitori ai lumii – Interviuri. Writers of the World Interviews. Coordonator: Mariana Moga, Editura Ștef, Iași, 2023. ISBN: 978-630-324-007-7
- Luminile copilăriei, Editura eCreator, 2021. ISBN 978-606-9719- 36-7

- Identități: antologie a aforismului românesc, Editura Art Creativ, București , 2019, ediție îngrijită de Daniela Toma. ISBN 978-606-8852-57-7;
- 33 de poeți români contemporani, Editura „eLiteratura”, București, 2017 (antologie realizată de Vasile Poenaru), ISBN 978-606-001-039-5;
- Antologie de poezie română contemporană (2), ediție în limbile română franceză, engleză și germană, colecția „OPERA OMNIA”, Editura „TIPO MOLDOVA”, 2014, Iași (ediție îngrijită de Aurel Ștefanachi și Valeriu Stancu), ISBN 978-606-676-506-0;
- Antologie. Festivalul Internațional al Aforismului pentru românii de Pretutindeni (ediție îngrijită de Vasile Ghica), Fundația Pelin, Tecuci, 2017;
- Antologie. Festivalul Internațional al Aforismului pentru românii de Pretutindeni, Ediția a II-a, Vasile Ghica, Fundația Pelin, Tecuci 2018;
- Atitudini, antologie de poezie realizată de Acad. Eugen Simion, Editura Prahova, Ploiești, 2015, ISBN 978-973-8328-52-5;
- Cartea înțelepciunii universale. Dicționar de maxime și aforisme din cultura română și universală, culese și sistematizate de Nicolae Mareș, editura eLiteratura, București, 2014. ISBN 978-606-700-014-6;
- Din pana egretei (antologie de poezie), Editura Prahova, 2013, ediție îngrijită de Gabriela Teodorescu;
- La curțile Cotnariului, cânturi bahice, Editura „Convorbiri Literare”, Iași, 2013 (antologie și selecție: Cassian Maria Spiridon), ISBN 978-973-1796-10-9;
- Nimic despre ceaiul de mușețel (versuri), Cenaclul „Atitudini”, (antologie și selecție: criticul literar Alex Ștefănescu), Editura Prahova, Ploiești, 2014, ISBN 978-973-8328-46-4;
- Antologia aforismului românesc contemporan, Editura „Digital Unicorn”, 2016. Coordonator Lucian Velea, ISBN 978-606-94193-0-4 (în anul 2017 apare ediția a II-a);
- Biblioteca revistei Convorbiri Literare. Antologia 2010 (poezii), „Convorbiri Literare”, Iași, 2011 (ediție realizată de Cassian Maria Spiridon), ISBN 978-973-1796-10-9;
- Moment poetic (culegere de versuri), Editura „Cartier”, Chișinău, 2007 (ediție îngrijită de Ianoș Țurcanu; prefață: acad. Mihai Cimpoi), ISBN 978-9975-79-419-0;
- Surâsul crizantemei. O antologie a haiku-ului românesc, Ioan Găbudean, Editura „Ardealul”, Târgu-Mureș, 2004, ISBN 973-7937-07-4;
- O antologie cronologică a aforismului românesc de pretutindeni, Efim Tarlapan, Editura „Dacia”, Cluj-Napoca, 2005. ISBN 973-35-1936-7;
- Misterul eternului sentiment (versuri),  Editura „Universul”, Chișinău, 2007 (ediție îngrijită de Victoria Fonari). ISBN 978-9975-944-43-4;
- În imperiul unei…fraze. Antologie cronologică a aforismului românesc, Efim Tarlapan, Editura „Prut Internațional”, Chișinău, 2015, ISBN 9789975542005.